# Остров (Семёновский район)
Остров (укр. Острів) — бывший посёлок в Семёновском районе Черниговской области Украины. Посёлок был подчинен Хотиевскому сельсовету.

## История
По состоянию на 1985 год посёлок обозначен как один отдельно стоящий двор. Решением Черниговского областного совета от 03.12.1986 года село снято с учёта, в связи с переселением жителей.

## География
Был расположен на левом берегу реки Снов (одного из рукавов) — северо-восточнее села Набережное и юго-западнее села Ракужа.